# Jean Capelle
Jean Capelle (26 de outubro de 1913 - 20 de fevereiro de 1977) foi um futebolista belga que competiu na Copa do Mundo FIFA de 1934 e 1938.